# John Devine (Radsportler)
John Devine (* 2. November 1985 in Dixon, Illinois) ist ein ehemaliger US-amerikanischer Radrennfahrer.
Er wurde 2005 einmal Etappendritter bei den Tweedagsen van de Gaverstreek und zweimal Dritter bei der Ronde van Antwerpen. 2006 wurde Devine Dritter bei Romsée-Stavelot-Romsée und belegte den dritten Rang in der Gesamtwertung der Volta a Tarragona. Später bei der Straßen-Weltmeisterschaft in Salzburg belegte er im Straßenrennen der U23-Klasse den 18. Rang. Im Jahr 2007 gewann er jeweils eine Etappe und die Gesamtwertung bei der Volta a Tarragona und bei der Ronde de l’Isard. 2008 ging er eine Saison lang für das Team High Road an den Start, dann beendete er seine Radsportlaufbahn.

## Erfolge
2007
- Gesamtwertung und eine Etappe Ronde de l’Isard

## Teams
- 2007 Discovery Channel
- 2008 High Road